# Norway (Michigan)
Norway – miasto w Stanach Zjednoczonych, w stanie Michigan, w hrabstwie Dickinson.

## Galeria

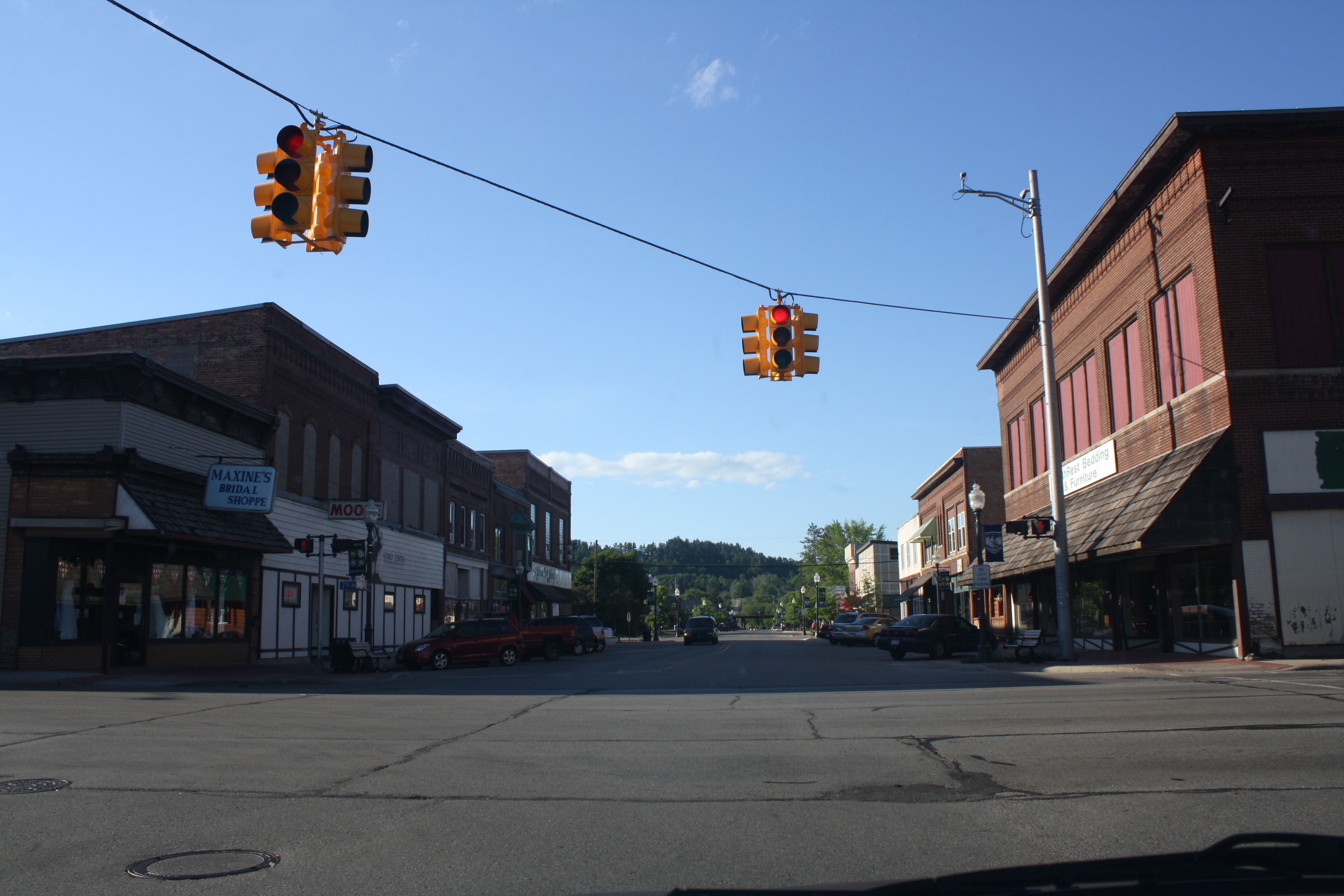
Ulica Norway
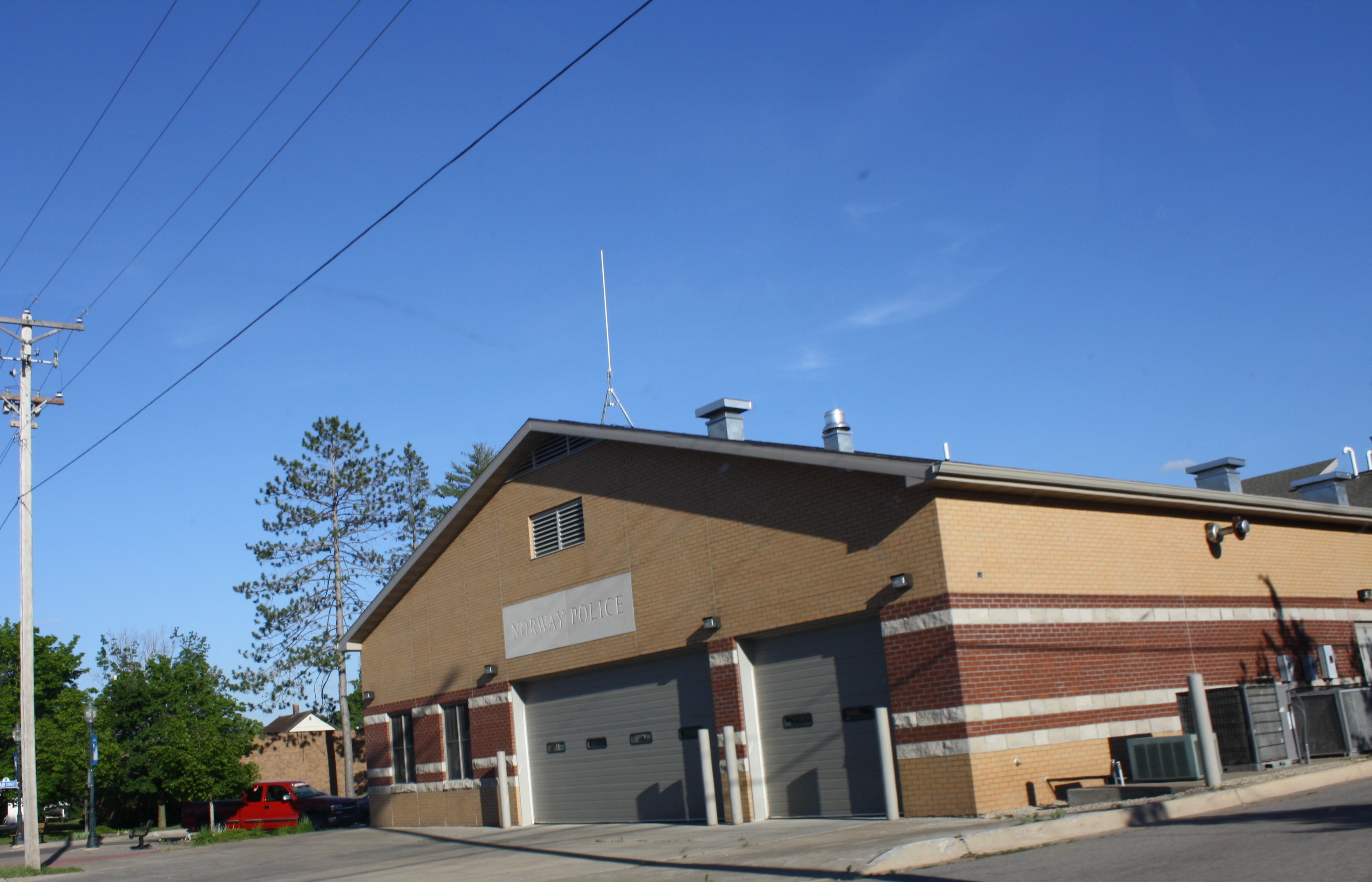
Posterunek policji
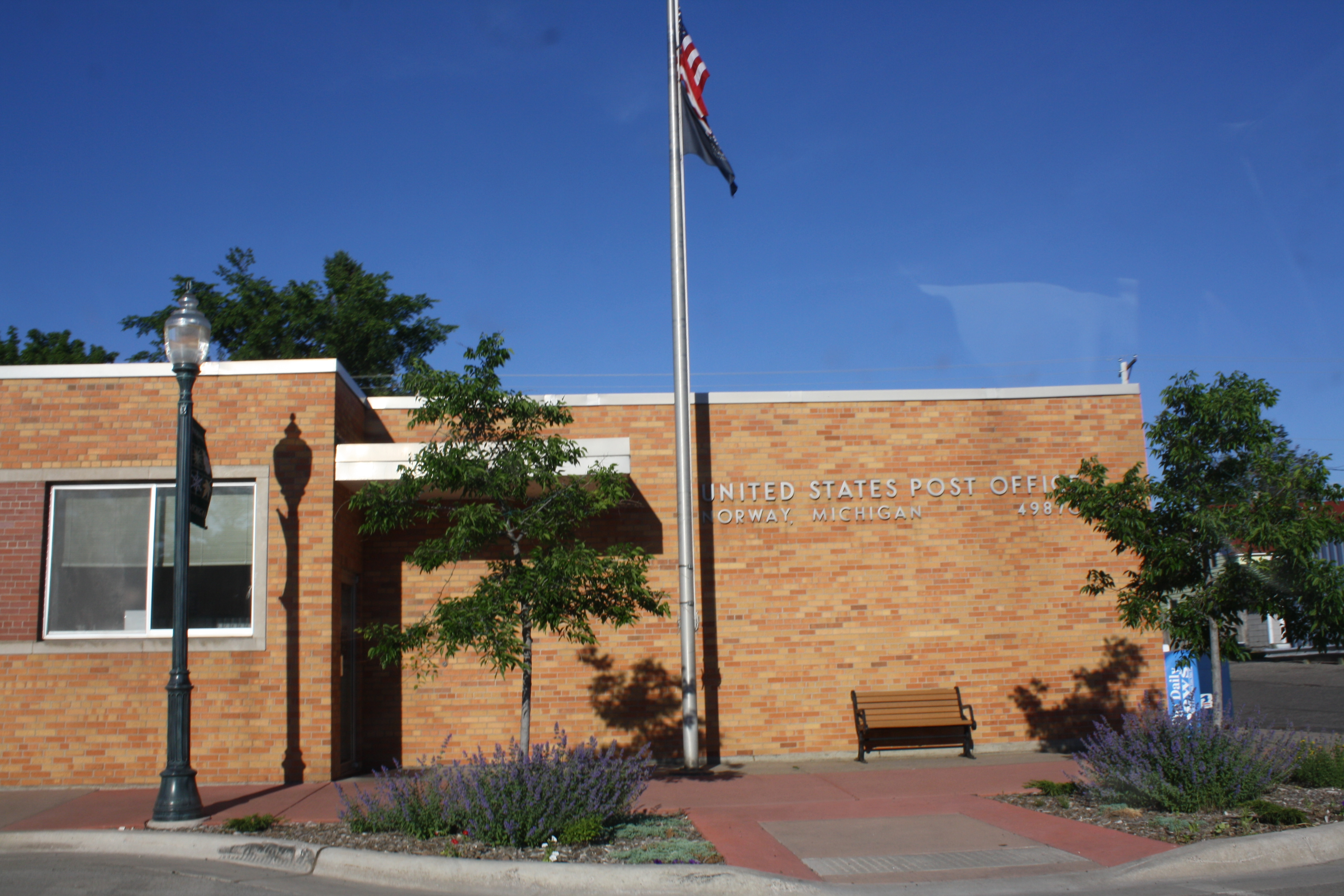
Urząd pocztowy
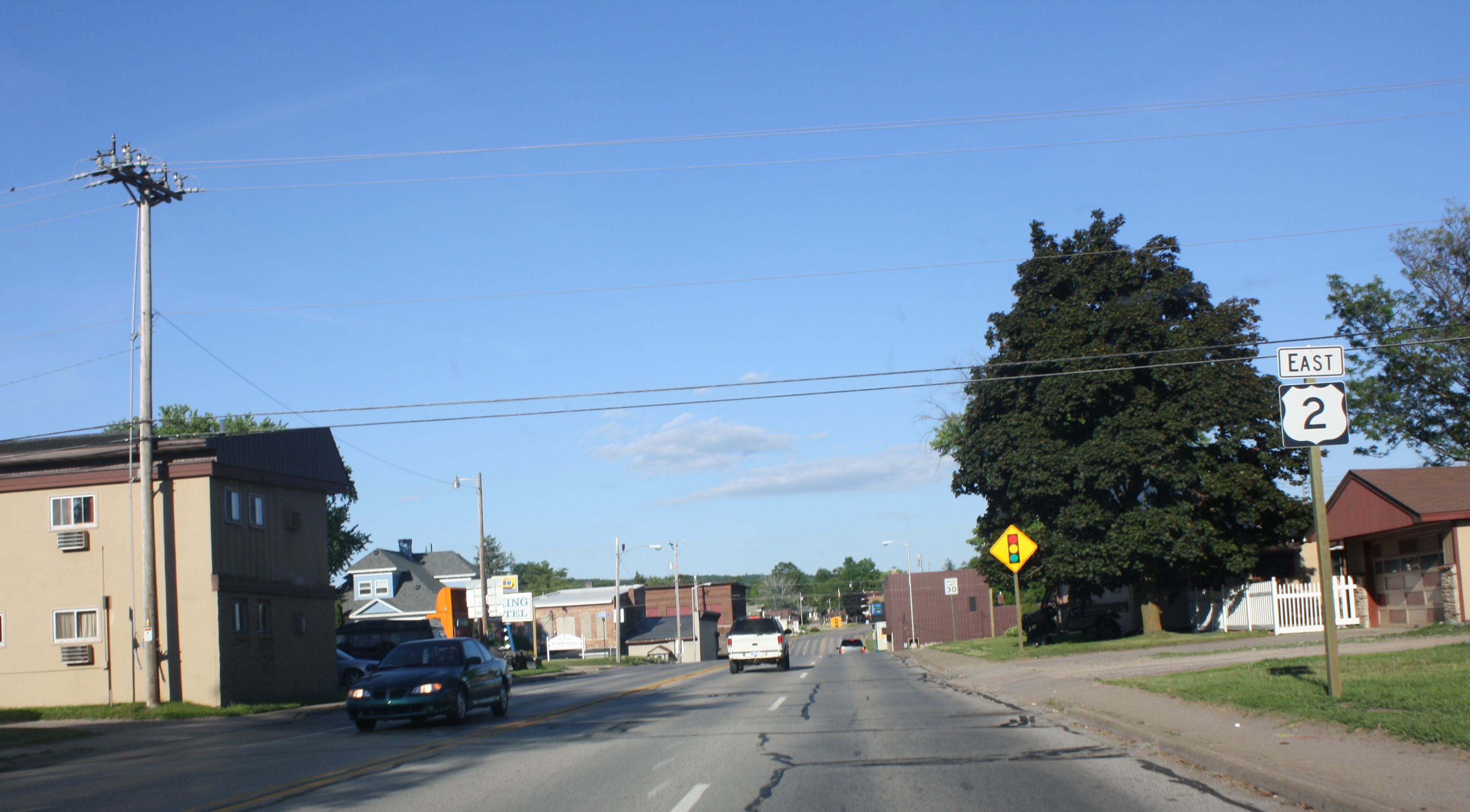
Od wschodu U.S. Route 2
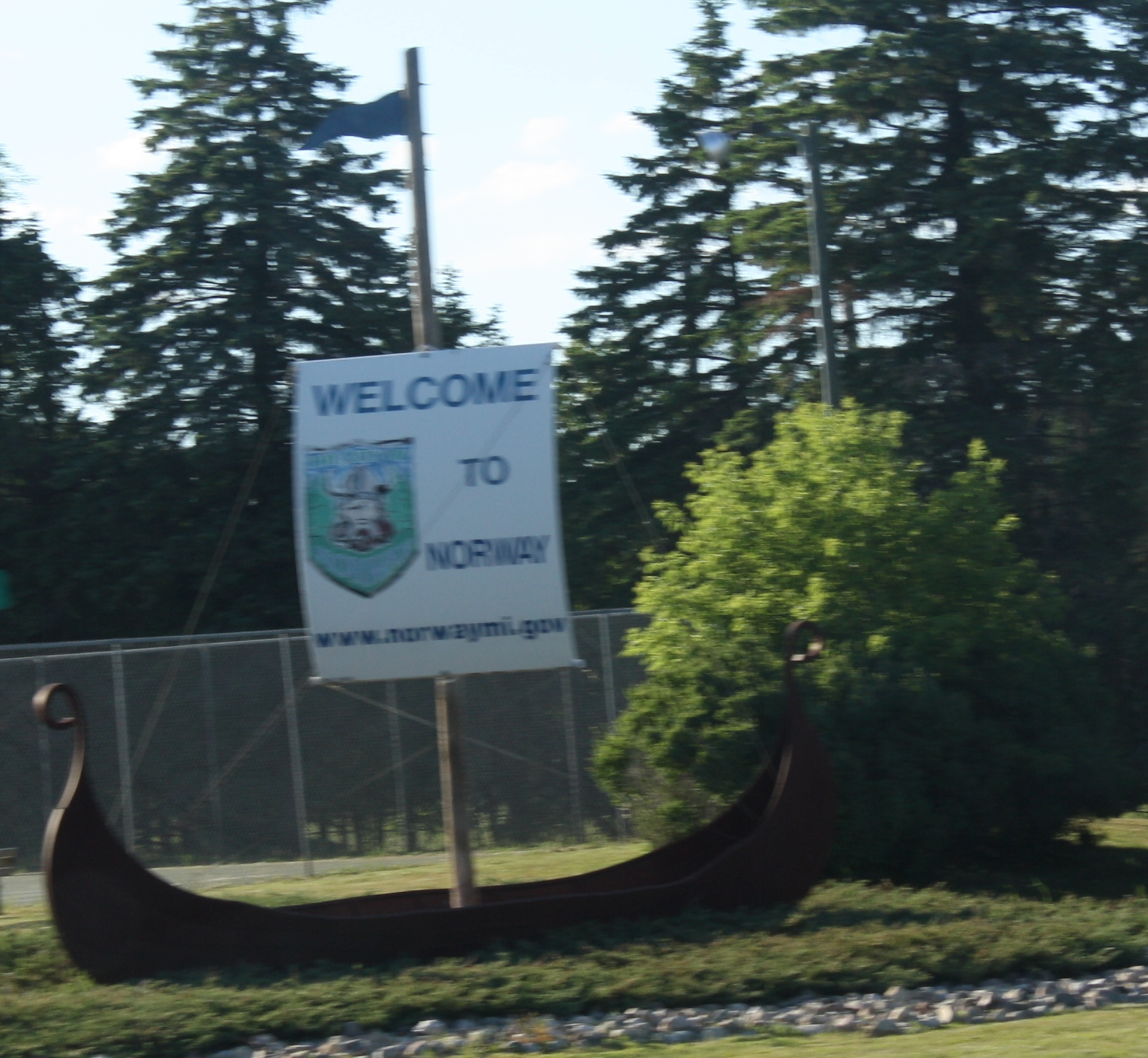
Witamy na U.S. Route 8